# Újszalonta
Újszalonta là một thị trấn thuộc hạt Békés, Hungary. Thị trấn này có diện tích 20,83 km², dân số năm 2010 là 103 người, mật độ 5 người/km².